# ویگو فاوسبول
ویگو فاوسبول (انگلیسی: Viggo Fausböll; ۲۲ سپتامبر ۱۸۲۱ – ۳ ژوئن ۱۹۰۸) مترجم، نویسنده غیر داستانی، استاد دانشگاه، و متخصص الهیات اهل دانمارک بود.